# Blowin’ the Blues Away
Blowin’ the Blues Away – album studyjny amerykańskiego pianisty jazzowego Horace’a Silvera oraz współpracujących z nim w kwintecie i trio muzyków, wydany z numerem katalogowym BLP 4017 i BST 84017 w 1959 roku przez Blue Note Records.

## Powstanie
Materiał na płytę został zarejestrowany 29 (A1, B2) i 30 sierpnia (A3-B1) oraz 13 września (A2, B3) 1959 roku przez Rudy’ego Van Geldera w należącym do niego studiu (Van Gelder Studio) w Englewood Cliffs w stanie New Jersey. Produkcją albumu zajął się Alfred Lion.

## Lista utworów
Opracowano na podstawie materiału źródłowego.
Wydanie LP
Strona A
| Nr | Tytuł utworu             | Muzyka        | Długość |
| -- | ------------------------ | ------------- | ------- |
| 1. | „Blowin’ the Blues Away” | Horace Silver | 4:42    |
| 2. | „The St. Vitus Dance”    | Silver        | 4:08    |
| 3. | „Break City”             | Silver        | 4:55    |
| 4. | „Peace”                  | Silver        | 6:00    |
|    |                          |               | 19:45   |

Strona B
| Nr | Tytuł utworu        | Muzyka | Długość |
| -- | ------------------- | ------ | ------- |
| 1. | „Sister Sadie”      | Silver | 6:20    |
| 2. | „The Baghdad Blues” | Silver | 4:50    |
| 3. | „Melancholy Mood”   | Silver | 7:07    |
|    |                     |        | 18:17   |

## Twórcy
Opracowano na podstawie materiału źródłowego.
Muzycy:
29-30 sierpnia 1959 (A1, A3-B2):
- Horace Silver – fortepian
- Blue Mitchell – trąbka
- Junior Cook – saksofon tenorowy
- Gene Taylor – kontrabas
- Louis Hayes – perkusja

13 września 1959 (A2, B3):
- Horace Silver – fortepian
- Gene Taylor – kontrabas
- Louis Hayes – perkusja

Produkcja:
- Alfred Lion – produkcja muzyczna
- Rudy Van Gelder – inżynieria dźwięku
- Reid Miles – projekt okładki
- Paula Donohue – ilustracja na okładce
- Ira Gitler – liner notes